# Калинівський машинобудівний завод
ПрАТ «Калинівський машинобудівний завод» — підприємство у галузі виробництва промислового обладнання. Розташоване у місті Калинівка Вінницької області. Є одним із лідерів з виробництва промислового устаткування.
Підприємство засноване у 1873 році німецьким поміщиком Людвигом Вальковим за сприяння промисловців братів Зайцевих та Л. Ф. Френкеля. З часу заснування неодноразово змінювало назви та спеціалізацію. Відоме як лідер з виробництва та обслуговування кагатоукладальних машин.

## Історія

### 1934 - 1991 роки
В 1934 році на основі майстерень цукрового заводу була створена машино-тракторна майстерня, колектив якої займався ремонтом та виготовленням обладнання для цукрових заводів, ремонтом тракторів, сівалок, дробарок, плугів та інших сільськогосподарських знарядь.
Після початку Другої світової війни 22 липня 1941 року Калинівка була окупована німецькими військами. З наближенням до селища лінії фронту у березні 1944 року всі промислові підприємства селища були зруйновані, але після закінчення бойових дій почалося їх відновлення (яке тривало і після війни відповідно до четвертого п'ятирічного плану відновлення та розвитку народного господарства СРСР).
13 січня 1945 року відновлені ремонтні майстерні було перетворено на Калинівські паровозоремонтні майстерні. У 1950-ті роки паровозоремонтні майстерні було реконструйовано і розширено, крім ремонту паровозів тут було освоєно виробництво устаткування цукрових заводів, сільгоспмашин і сільгоспінструмента.
У 1950-х років було побудовано заводський Будинок культури із залом на 400 місць, їдальня, житлові будинки та гуртожиток для робітників заводу (що знаходилися на балансі підприємства).
У червні 1955 року Калинівські паровозоремонтні майстерні за наказом міністерства харчової промисловості СРСР були реорганізовані в Калинівський ремонтно-механічний завод, спеціалізацією якого стали виробництво та ремонт технологічного та транспортного обладнання для цукрової промисловості.
У липні 1957 року розроблений заводом буртоукладач зайняв перше місце у загальносоюзному конкурсі на кращий зразок конструкції машини для механізації робіт для розвантаження та укладання коренеплодів цукрових буряків, яких проводили "Главцукор" та НТО харчової промисловості СРСР. За створення буртоукладателя (що став експонатом Виставки досягнень народного господарства та відзначеного дипломом ВДНГ II ступеня) колектив конструкторів був нагороджений медалями ВДНГ, а колектив робітників заводу - нагороджений перехідним Червоним прапором Ради міністрів СРСР та ВЦРПС.
У серпні 1958 року Калинівський ремонтно-механічний завод був перейменований на Калинівський машинобудівний завод управління машинобудування та енергетики Вінницького раднаргоспу, надалі він отримав статус підприємства союзного значення.
У 1966 – 1970 рр. продуктивність праці на заводі збільшилася у 1,7 раза, а обсяг виробництва – у 2,4 раза. В результаті, за виробничі досягнення в 1968 колектив підприємства був нагороджений пам'ятним Червоним прапором ЦК КПУ, Президії Верховної Ради УРСР, Ради міністрів УРСР та республіканського відділення ВЦРПС.
Обсяг продукції, передбачений восьмим п'ятирічний план розвитку народного господарства СРСР (1966 - 1970 рр.) завод завершив достроково 26 листопада 1970 року, до закінчення 1970 додатково випустивши надпланової продукції на 2 млн. рублів.
Станом початку 1972 року завод був найбільшим промисловим підприємством Калинівки, тим часом він спеціалізувався з виробництва буртоукладачів підприємствам цукрової промисловості СРСР. Випущені заводом машини працювали на полях багатьох цукрових заводів СРСР, і навіть експортувалися до НДР, Польщу, Румунію і Югославію.
Оскільки завод ставився до категорії передових (вже 1972 року кожен п'ятий працівник брав участь у раціоналізаторської деятельности), 1981 року у заводі розпочав роботу 16-й відділ республіканського НДІ продовольчого машинобудування, а 1983 року при заводі було відкрито професійно-технічне училище (надалі – ПТУ № 21). У 1986 році на базі заводу було створено виробниче об'єднання "Харчмаш" міністерства машинобудування для легкої та харчової промисловості та побутових приладів СРСР.
У цілому нині, за радянських часів завод входив до найбільших підприємств города, з його балансі перебували об'єкти соціальної інфраструктури.

### Після 1991 року
У травні 1995 року Кабінет Міністрів України ухвалив рішення про приватизацію ВО "Харчомаш", яке 15 березня 1996 року було перетворено на відкрите акціонерне товариство.
У травні 1998 року ВАТ "Калинівський машзавод" було перетворено на ТОВ "Калинівське", 2001 року ТОВ "Калинівське" було реорганізовано на ЗАТ "Калинівський машинобудівний завод".
Економічна криза, що почалася у 2008 році, ускладнила становище підприємства, у листопаді 2008 року завод зупинив половину виробничих потужностей[9] (в інтерв'ю 2010 року директор заводу О. Остапенко повідомив, що у 2008 році доходи підприємства склали майже 80 млн. гривень, однак у наступному року обсяги виробництва скоротилися на 50%) (в интервью 2010 года директор завода А. Остапенко сообщил, что в 2008 году доходы предприятия составили почти 80 млн. гривен, однако в следующем году объемы производства сократились на 50%).
У серпні 2010 року завод відновив експорт до Польщі (куди було продано один теплогенератор вартістю 50 тис. євро), крім того, у цей час продукція підприємства експортувалася до Білорусії, Росії та Туреччини.
У 2011 році чисельність робітників заводу становила близько 500 осіб, у цей час підприємство експортувало продукцію у всі країни СНД, Прибалтику, Польщу та Туреччину.

## Продукція
- Молочної промисловості:
  - сушильні установки;
  - теплогенераторні установки;
  - вакуум-випарні установки;
  - пастеризатори та охолоджувачі;
  - охолоджувально-кристалізаційні установки;
  - станції СІР-мийки.
- Цукрової промисловості:
  - кагатоукладачі;
  - штабелеукладачі.
- Хлібопекарської промисловості:
  - хлібопекарські печі;
  - парогенератори;
  - теплоутилізатори.
- Автомобілерозвантажувальної техніки:
  - автомобілерозвантажувачі.

## Галерея

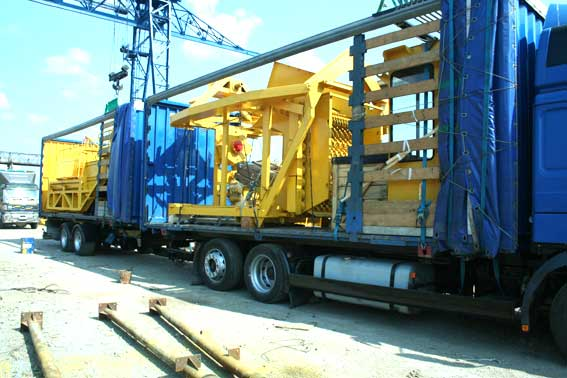
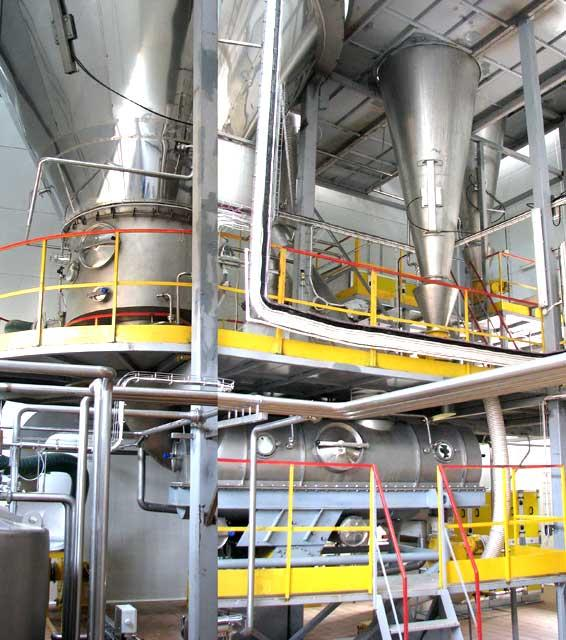